# 옐레나 요바노바
옐레나 요바노바(마케도니아어: Јелена Јованова, 1984년 10월 21일 ~ )는 북마케도니아의 배우이다.